# Feel the Fire
Feel the Fire är thrash metal-bandet Overkills debutalbum, utgivet 1985 på Megaforce Records.

## Låtlista
"Raise the dead" - 4:42 
"Rotten to the core" - 4:30 
1. "Fear His Name" - 5:23
2. "Use Your Head" - 4:18
3. "Fatal If Swallowed" - 6:44
4. "Powersurge" - 4:34
5. "In Union We Stand" - 4:23
6. "Electro-Violence" - 3:43
7. "Overkill" – 3:20
8. "Sonic Reducer" – 2:50